# Nigerijski pidžin
Nigerijski pidžin (ISO 639-3: pcm; nigerijski pidžin engleski, nigerijski kreolski engleski) jest kreolski jezik kojim govori kao prvim i drugim jezikom oko 30 000 000 ljudi u južnim nigerijskim državama temeljen je na engleskom jeziku, i jedan je od 4 atlantska kreolska jezika iz skupine krio. 
Trgovački jezik s nekoliko dijalekata lagoski pidžin (pcm-lag) beninski pidžin (pcm-ben) cross river pidžin (pcm-cro) i delta pidžin (pcm-sel). Koristi se i kao pidžinski u komunikaciji između Afrikaca i Europljana, i Afrikanaca i ostalih skupina. Djelimice je razumljim jeziku krio [kri] iz Sijera Leone i kamerunskom pidžinu [wes].

## Vanjske poveznice
- Ethnologue (14th)
- Ethnologue (15th)
- The Pidgin, Nigerian Language